# Ronkajärvi
Ronkajärvi är en sjö i Finland. Den ligger i kommunen Enare i landskapet Lappland, i den norra delen av landet, 1 000 km norr om huvudstaden Helsingfors. Ronkajärvi ligger 181 meter över havet. Arean är 58 hektar och strandlinjen är 5,72 kilometer lång. Sjön  ingår i Pasvik älvs huvudavrinningsområde. 